# Преувеличение

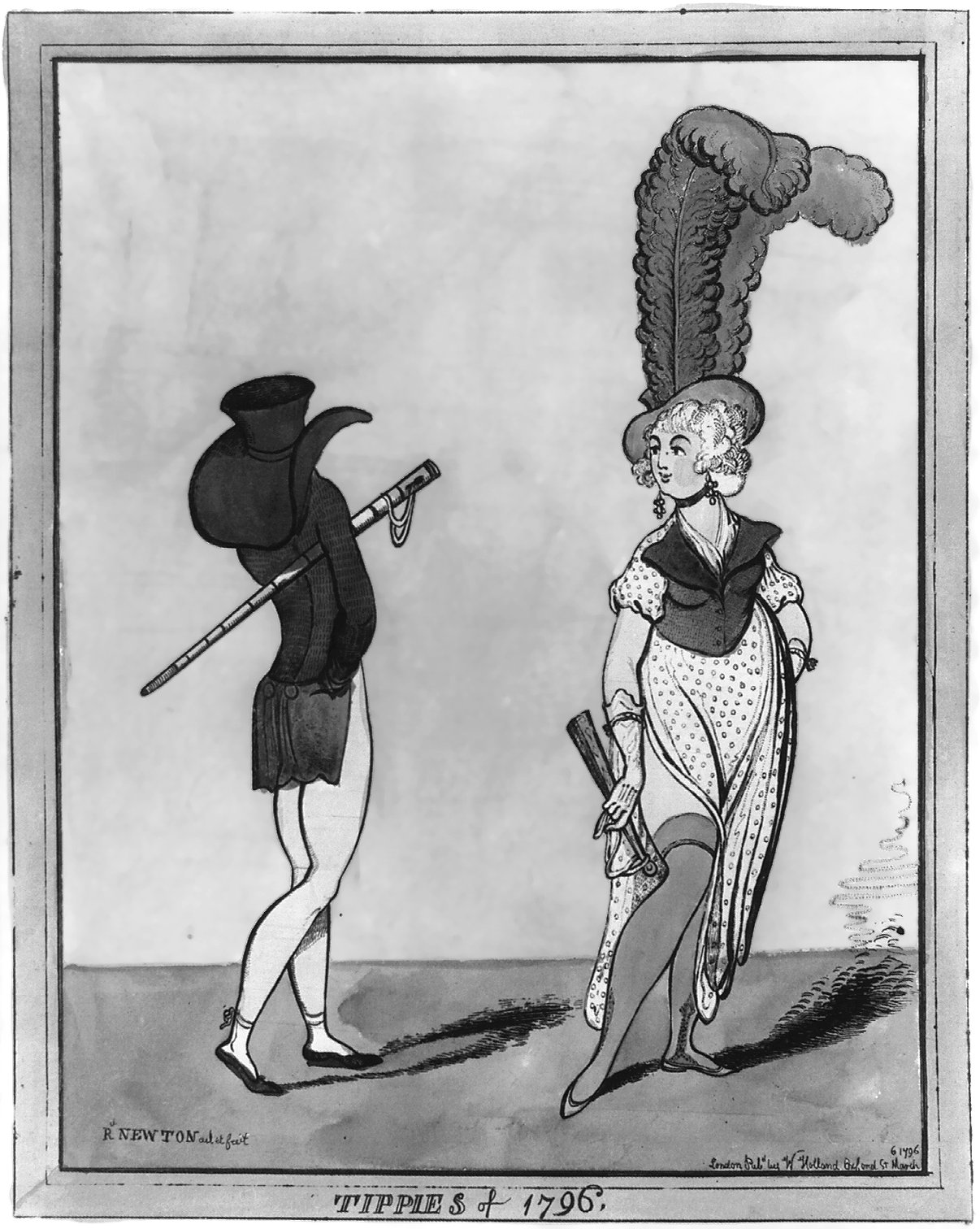
Модная карикатура Ричарда Ньютона 1796 года, пародирующая преувеличенный женский головной убор.

Преувеличение — это намеренное или непреднамеренное представление чего-либо как более экстремального или драматичного, чем оно есть на самом деле. Это может выражаться в риторическом приёме или фигуре речи, используемых для вызывания сильных чувств или создания сильного впечатления.
Повседневным явлением является усиление достижений, препятствий и проблем с целью привлечения внимания. Преувеличение сложности достижения цели после её достижения можно использовать для повышения самооценки.
В искусстве преувеличения используются для создания акцента или эффекта. Часто преувеличения встречаются в повседневной речи, как литературный прием преувеличения используются в поэзии. Часто использование гипербол описывает что-то как лучшее или худшее, чем оно есть на самом деле. Пример гиперболы: «Сумка весила тонну», что всего лишь означает, что сумка была очень тяжелой.
Преувеличение — разновидность обмана, а также средство симуляции — преувеличение небольших травм или дискомфорта в качестве предлога для уклонения от ответственности.

## Этимология
Слово начало употребляться в середине XVI века: от латинского exaggerat- 'наваленный', от глагола exaggerare, от ex- 'тщательно' + aggerare 'навалить' (от agger 'куча'). Первоначально это слово означало «накапливать», позже «усиливать похвалу или порицание».

## В искусстве
Преувеличитель был знакомой фигурой (архетип алазон) в западной культуре со времен Аристотеля.

### Экспрессионизм
Гарольд Блум описывает экспрессионизм как попытку усиления выражения чувств путем преувеличения. Новый и жёсткий реализм сохранил большую часть искажений и преувеличений, которые были одним из главных приемов раннего экспрессионизма».

### Трагедия

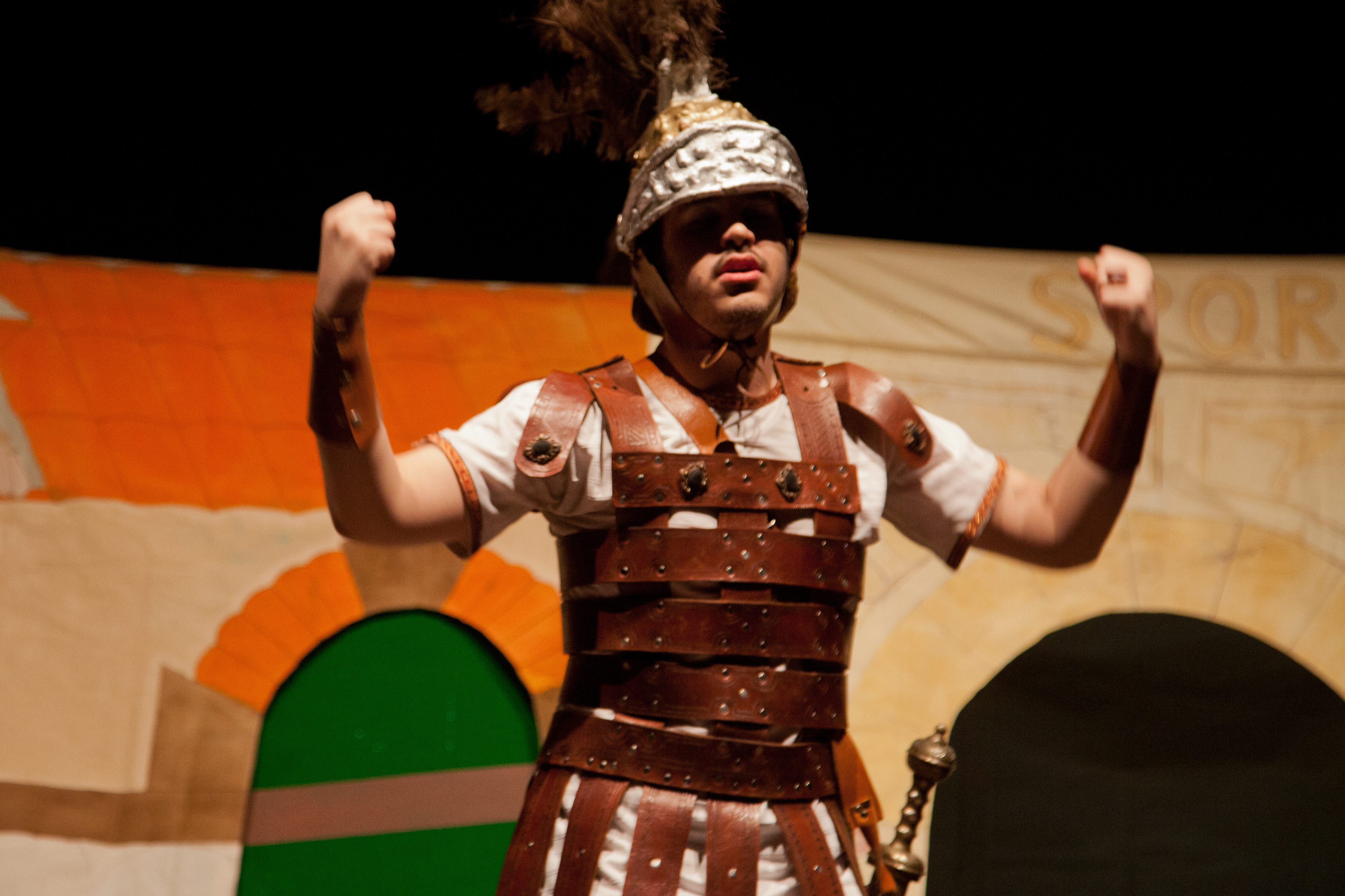
«Хвастливый солдат» Пиргополиник в постановке 2012 года по пьесе «Миль Глориос».

Хотя хвастливый алазон в первую очередь является комической фигурой, он также может быть одним из аспектов трагического героя («хвастливый солдат») в "Тамерлане ", даже в " Отелло ", одержимый философ в "Фаусте и Гамлете ").
Эмиль Дрейцер пишет, что «некоторые теоретики комического считают преувеличение универсальным комическим приемом». Самый простой способ сделать вещи смешными — это преувеличить до абсурда их характерные черты.
Карикатура — это тип портрета, который преувеличивает или искажает сущность человека или вещи для создания легко опознаваемого визуального сходства: Филиппо Балдинуччи описывает это как «непропорциональное увеличение и подчеркивание недостатков черт лица». В литературе карикатура— описание человека с преувеличением одних характеристик и упрощением других.
Фарс предполагает чрезмерную физическую активность, выходящую за рамки здравого смысла. Эти преувеличенные изображения часто встречаются в мультфильмах и лёгких комедиях, ориентированных на более молодую аудиторию.

### Переигрывание
Переигрывание — это преувеличение жестов и речи при игре. В случае с плохим актером это может быть непреднамеренно. Иногда переигрывание необходимо для подчёркивания комичности ситуации или чтобы подчеркнуть злые качества злодея . Поскольку восприятие актёрского мастерства у разных людей разное, степень переигрывания может быть субъективной.
Преувеличение — эффект, особенно полезный для анимации (для избегания статичности и скуки). Классическое преувеличение Диснея выражалось в том, что изображение  оставалось верным реальности, но в более дикой, более радикальной форме. Другие формы преувеличения могут включать сверхъестественные или сюрреалистические изменения физических особенностей персонажа или элементов самой сюжетной линии. Важно проявлять определённую степень сдержанности при использовании преувеличений. Если сцена содержит несколько элементов, должен быть баланс в том, как эти элементы преувеличены по отношению друг к другу, чтобы не сбить с толку и не вызвать у зрителя страх.

### Shock jockery
Shock jockery, разновидность радиоведущего или диск-жокея, развлекает слушателей или привлекает внимание, используя юмор или мелодраматические преувеличения, возможно даже оскорбительные.

## В журналистике
Неотъемлемой частью журналистики считал преувеличение Шопенгауэр. Жёлтая журналистика грешила преувеличениями, даже проверка фактов и независимое расследование не могли подавить кликбейт или гиперболические заголовки.

## В политике

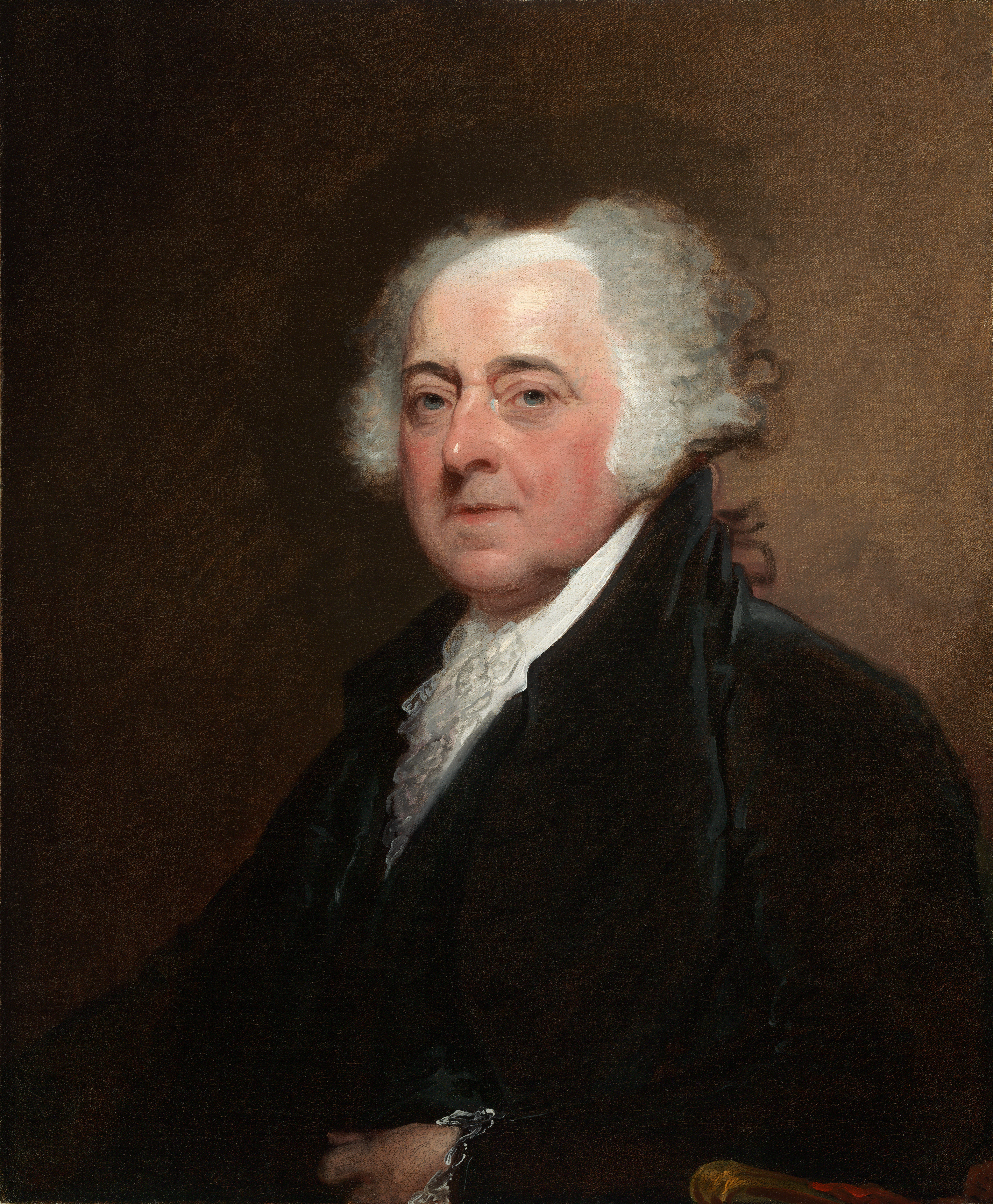
Во время выборов 1800 года представители политической кампании Джона Адамса предупредили избирателей, что, если Томас Джефферсон победит на выборах, «убийства, грабежи, изнасилования, прелюбодеяния и инцест будут открыто преподаваться и практиковаться».

Политики любят преувеличивать. Преувеличения характерны для избирательного процесса. Пропагандистские преувеличения могут укрепить позиции действующего правителя.

## В психологии
Для людей со следующими проблемами психки характерны преувеличенные представления:
- Имитированное расстройство / симуляция[29]
- Расстройства, связанные с психоактивными веществами и зависимостью
- Острое стрессовое расстройство[29]
- Посттравматическое стрессовое расстройство[29]
- Избегающее расстройство личности[29] и
- Нарциссическое расстройство личности[29].

Искусственное расстройство — это когда человек готов пройти болезненные или рискованные тесты, чтобы добиться сочувствия и особого внимания.

## В популярной культуре
- Миниатюра «Грязная вилка комик-группы Монти Пайтон» (1969 год) демонстрирует абсурдный уровень катастрофизации, когда самоубийство и убийство сотрудников происходит из-за жалоб клиентов на грязную вилку
- В фильме «Монти Пайтон и Святой Грааль»[31] с участием персонажа «Черный рыцарь», используется противоположная крайность абсурда (минимизация)[31][32].

## Дальнейшее чтение

### Книги
- Duttmann, AG; Phillips, J Philosophy of Exaggeration (Continuum Studies in Continental Philosophy) (2007)

### Научные статьи
- Demaree, HA; Schmeichel, BJ; Robinson, JL; Everhart, D. Erik "Behavioural, affective, and physiological effects of negative and positive emotional exaggeration". Cognition and Emotion, Volume 18, Number 8, 2004, 1079–1097(19)
- Pieper, WJ Exaggeration, puffery, inferential beliefs and deception in advertising – 1976 – University of South Carolina.
- Sperling, OE "Exaggeration as a Defense". Psychoanal Q., 32:553–548. (1963).